# Monopeltis
Monopeltis – rodzaj amfisben z rodziny Amphisbaenidae.

## Zasięg występowania
Rodzaj obejmuje gatunki występujące w Afryce Subsaharyjskiej – w Kamerunie, Gwinei Równikowej, Gabonie, Republice Środkowoafrykańskiej, Kongu, Demokratycznej Republice Konga, Angoli, Zambii, Malawi, Mozambiku, Zimbabwe, Botswanie, Namibii i Południowej Afryce.

## Systematyka

### Etymologia
- Monopeltis: gr. μονος monos „pojedynczy”[5]; πελτη peltē „mała tarcza bez obramowania” (tj. łuska)[6].
- Phractogonus: gr. φρακτος phraktos „osłonięty, chroniony”, od φρασσω phrassō „ogrodzić, osłonić”; γωνια gōnia „róg, kąt”[2]. Gatunek typowy: Phractogonus galeatus Hallowell, 1852.

### Podział systematyczny
Do rodzaju należą następujące gatunki:

- Monopeltis adercae de Witte, 1953
- Monopeltis anchietae (Bocage, 1873)
- Monopeltis capensis Smith, 1848
- Monopeltis decosteri Boulenger, 1910
- Monopeltis galeata (Hallowell, 1852)
- Monopeltis guentheri Boulenger, 1885
- Monopeltis infuscata Broadley, 1997
- Monopeltis jugularis Peters, 1880
- Monopeltis kabindae de Witte & Laurent, 1942
- Monopeltis leonhardi Werner, 1910
- Monopeltis luandae Gans, 1976
- Monopeltis mauricei Parker, 1935
- Monopeltis perplexus Gans, 1976
- Monopeltis remaclei de Witte, 1933
- Monopeltis rhodesiana Broadley, Gans & Visser, 1976
- Monopeltis scalper (Günther, 1876)
- Monopeltis schoutedeni de Witte, 1933
- Monopeltis sphenorhynchus (Peters, 1879)
- Monopeltis vanderysti de Witte, 1922
- Monopeltis zambezensis Gans & Broadley, 1974